# 中兴路街道 (滦平县)
中兴路街道，是中华人民共和国河北省承德市滦平县下辖的一个乡镇级行政单位。

## 行政区划
中兴路街道下辖以下地区：
桥东社区、桥西社区、北大街社区、新建路社区、东街社区、中街社区、南瓦房社区、安匠屯社区和石头沟门社区。